# 1-й Волинський корпус
1-й Волинський корпус — військовий корпус Армії Української Держави.

## Історія
Утворений з управління XXV армійського корпусу російської армії, 17 квітня 1918 року корпус названо Волинським, його начальником було призначено генерала Сергія Дядюшу. 3 червня 1918 року корпус отримав номер 1-й.
XXV армійський корпус російської армії не мав практичного нічого спільного з Україною. Напередодні Першої світової війни його штаб був розташований у Москві. До складу корпусу входили 3-тя гренадерська (Москва) та 46-та піхотна (Ярославль) дивізії, які були укомплектовані майже винятково російськими новобранцями. Під Час Першої світової війни XXV армійський корпус брав участь у боях з німецькими та австро-угорськими військами на Західному та Південно-Західному фронтах. Між іншим, з 27 вересня 1914 року до 30 серпня 1915 року цей корпус очолював генерал від інфантерії О. Ф. Рогоза, а начальником штабу був генерал-майор М. Л. Юнаків. У січні 1918 року війська XXV армійського корпусу на чолі з генерал-майором Сергієм Савченком з боєм прорвалися з Південно-Західного фронту до Радянської Росії, де влітку 1918 року повному складі влилися до Червоної армії.
В Україні від XXV армійського корпусу та його штабу практично нічого не залишилося, крім останнього його начштабу полковника В.Кривенка. До складу новостворюваного Волинського корпусу армії УНР були передані кадри 1-ї Української (104-ї) та 11-ї піхотної дивізій. Таким чином, наказ про формування Волинського корпусу з XXV армійського був лише формальним актом. Місцем дислокації штабу ВК визначили Рівне, але фактично він розміщувався в Житомирі.
Під час протигетьманського повстання командувач ВК Дядюша зайняв нейтральну позицію, за що був усунутий 1 грудня 1918 зі своєї посади Директорією. Війська корпусу перейшли на бік Директорії відновленої УНР. Після усунення Дядюші протягом двох місяців на посаді начальника корпусу змінилось 5 осіб.